# Deonte Burton (basket-ball, 1991)
Pour les articles homonymes, voir Burton et Deonte Burton (basket-ball, 1994).
Deonte Deron Burton, né le 26 juillet 1991 à Los Angeles en Californie, est un joueur américain de basket-ball. Il mesure 1,83 m et évolue au poste de meneur.

## Biographie
Il dispute la NBA Summer League 2014 avec les Wizards de Washington.
Il signe ensuite un contrat avec les Kings de Sacramento, mais n'est pas conservé dans l'effectif qui commence la saison.